# Tympanogaster newtoni
Tympanogaster newtoni är en skalbaggsart som beskrevs av Perkins 2006. Tympanogaster newtoni ingår i släktet Tympanogaster och familjen vattenbrynsbaggar. Inga underarter finns listade i Catalogue of Life.